# Hracholusky (Boemia meridionale)
Hracholusky è un comune della Repubblica Ceca facente parte del distretto di Prachatice, in Boemia Meridionale.